# 衝量引擎
衝量引擎（英文：Impulse drive或impulse engine），出現在科幻影視作品《星际旅行》中，做為太空船艦如聯邦星艦的一項推進工具。使用這項推進裝置僅能達到次光速（亞光速，< 1 c）的航行速度。星際艦隊學院官校生利用衝量引擎在地球與土星間往返作為練習。

## 科幻設定的細節
- 脈衝引擎的原理一說是透過核融合反應提供能量，然後透過牛頓力學的衝量原理，將高溫、高壓的反應後廢氣往後方排出，使船艦有著向前的動量。在聯邦星艦上常加上子空間線圈的配合，減少船艦質量來提高推進的效率。

- 相似地，《銀河飛龍技術手冊》則指出脈衝引擎是核融合引擎，其中融合反應器產生出來的電漿透過一巨大的磁線圈來推動船艦。形式上屬於一種磁性電漿動力推進器（Magnetoplasmadynamic thruster）。使用上配合曲速引擎來改變船艦的相對論性質量，以達到中至高的次光速速度。另一方面，推進器（thruster）則接近高效率的化學反應火箭，用在需要高精準度的機動動作。

- 相似於脈衝引擎的離子推進引擎則是自治聯盟（Dominion）與艾肯尼亞人（Iconian）的星艦配備。

- 設計與使用衝量引擎有幾項考量：加速度以及相對論性的時間展長。在影集與電影設定中，慣性阻尼器補償了過大加速度與過大的G力（根據等效原理），以免船艦上的人員生命堪虞。時間展長的問題則限制住最高航行速度能達到光速的多少分率。

- 既然船艦以脈衝速度（次光速，雖然接近光速）航行，則船艦仍在正常時空連續體中，時間展長依舊適用。因此高相對論性速度通常會避免採用，除非事出緊急；通常上限為1/4光速。（相對地，曲速航行則不受時間展長(時間膨脹)效應影響。）

## 現實中相似的發展
現實中也有些研究計畫正在進行，在一些星艦迷看來和脈衝引擎極為相近。一些星艦迷認為脈衝引擎實際上是離子推進引擎；另外的說法，脈衝引擎也可以是核反應動力為基礎的推進系統：
- 核反應引擎：
  - 獵戶座計劃：在太空航行器後方引爆核武器來加速之。
  - 英國行星協會的代达罗斯计划（Project Daedalus），將氘與氦3以射束（雷射或者中子束）引發融合，排出廢氣產生推力。

- 離子推進引擎利用電力來电离燃料，燃料可以為汞或氙。利用高電場加速這些等离子体以產生雖低但連續的推力。NASA的深太空（Deep Space）計畫即為此系列。

## 外部連結
- Impulse drive 在阿尔法记忆的相关页面（一個的Wiki網站）